# 扎布汗河
扎布汗河是蒙古國的一條河流，屬內流河。源於蒙古國中部杭愛山，向西注入吉爾吉斯湖。
全長810公里，流域面積71,210平方公里。是蒙古西部最大的河流。